# 1982
1982 (MCMLXXXII) a fost un an obișnuit al calendarului gregorian, care a început într-o zi de vineri.

## Evenimente

Steagul Insulelor Falkland

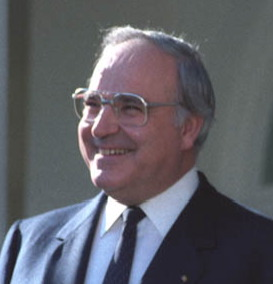
1 octombrie: Helmut Kohl devine cancelar al Germaniei de Vest.

### Ianuarie
- 1 ianuarie: Belgia preia Președinția Consiliului Comunităților Europene.

### Februarie
- 21 februarie: Nicolae Ceaușescu se întâlnește cu liderul comunist iugoslav Dušan Dragosavac la Timișoara.
- 23 februarie: Printr-un referendum consultativ, Groenlanda, care devenise membră a Comunității Europene ca parte a Danemarcei, a optat pentru retragerea din Comunitate.

### Aprilie
- 2 aprilie: Trupe argentiniene debarcă în insulele Falkland, declanșînd Războiul Malvinelor, dintre Argentina și Marea Britanie, care a durat până la 14 iunie 1982.

### Mai
- 5 mai: Sonda sovietică Venera-14 a aterizat pe Venus.
- 28 mai: Papa Ioan Paul al II-lea face prima vizită a unui papă în Marea Britanie.
- 30 mai: Spania devine al 16-lea membru NATO și prima țară care intră în alianță de la admiterea Germaniei de Vest în 1955.

### Iunie
- 6 iunie: A început al șaselea, și ultimul, dintr-o serie de șase războaie arabo-israeliene. Forțele israeliene invadează sudul Libanului în operațiunea „Pace pentru Galileea” și a expulzat gherilele palestiniene ce-și aveau baze aici. Trupele israeliene s-au retras din teritoriul libanez în 1985, însă au păstrat acolo o zonă de securitate până în anul 2000.
- 13 iunie: Fahd devine rege al Arabiei Saudite după moartea fratelui său, Khalid.
- 28 iunie: Vizita în România a fostului președinte american Richard Nixon.

### Iulie
- 1 iulie: Danemarca preia Președinția Consiliului Comunităților Europene.
- 11 iulie: Italia învinge Germania de Vest cu 3-1 și câștigă Campionatul Mondial din Spania.

### Septembrie
- 7 septembrie: Vali Ionescu și Anișoara Cușmir s-au situat pe locurile I și, respectiv II, la săritura în lungime la Campionatele europene de atletism de la Atena.
- 14 septembrie: Prințesa Grace de Monaco moare în urma rănilor de la accidentul de mașină petrecut cu o zi în urmă.

### Octombrie
- 1 octombrie: Helmut Kohl devine cancelar al Germaniei de Vest.
- 6 octombrie: Apare primul single al Madonnei, Everybody.
- 8 octombrie: Autoritățile poloneze interzic sindicatul Solidaritatea.

### Noiembrie
- 12 noiembrie: În Uniunea Sovietică, fostul șef al KGB, Yuri Andropov, este ales secretar general al CC al PCUS, succedându-i lui Leonid Brejnev
- 14 noiembrie: Liderul mișcării „Solidaritatea”, Lech Wałęsa, este eliberat după 11 luni de închisoare.

### Decembrie
- 1 decembrie: Michael Jackson lansează albumul Thriller.
- 4 decembrie: China adoptă Constituția.

### Nedatate
- A fost fondată organizația libaneză Hezbollah (Partidul lui Dumnezeu).
- Apare CD-ul (Compact Disk), un disc de plastic care conține date digitale ce sunt scanate cu o rază laser.
- Pelicula Gandhi obține premiul Oscar pentru Cel mai bun film.

## Nașteri

### Ianuarie

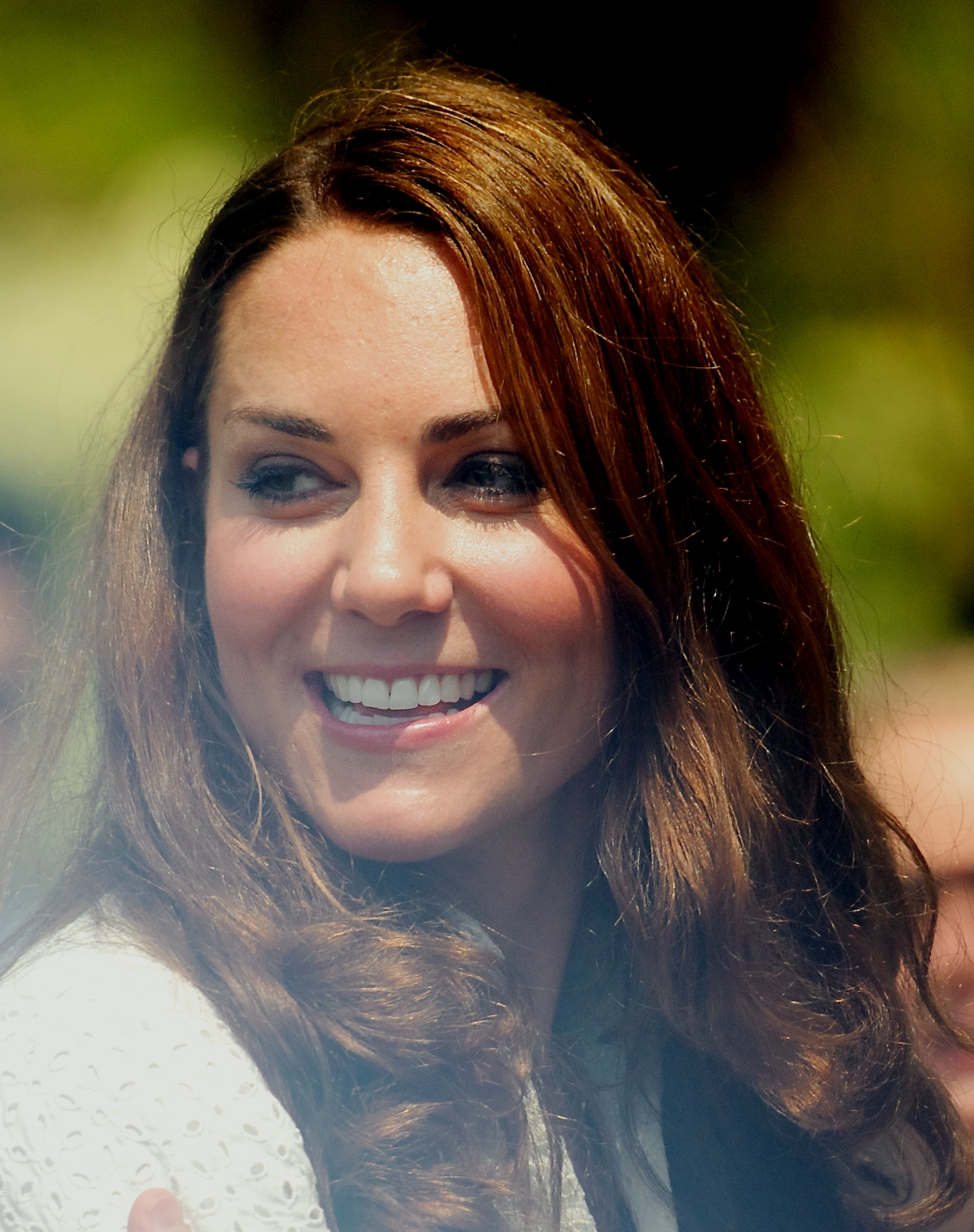
Catherine, ducesă de Cambridge, soția Prințului William
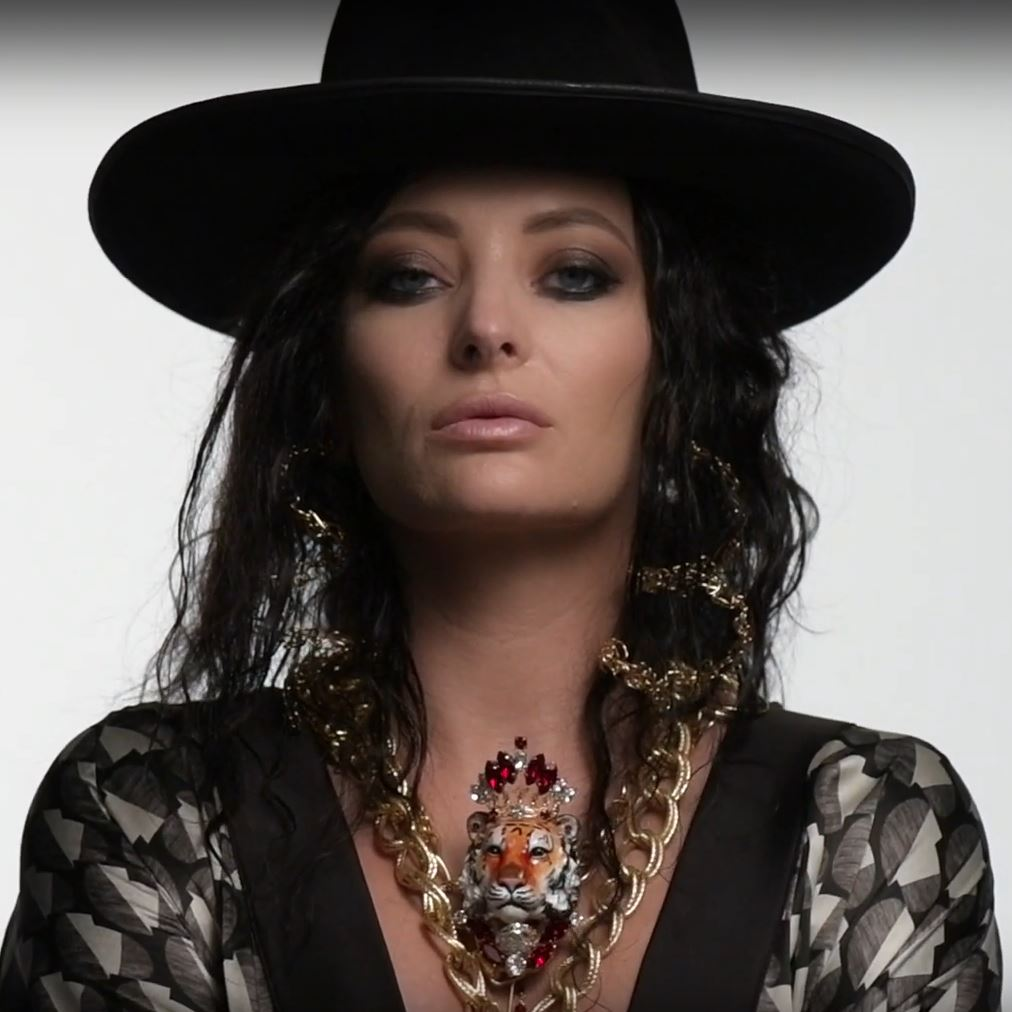
Delia, cântăreață, dansatoare, vedetă de televiziune, compozitoare și jurată română
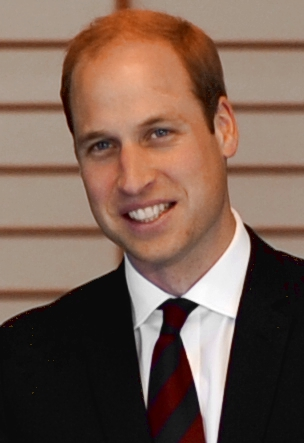
William, Duce de Cambridge
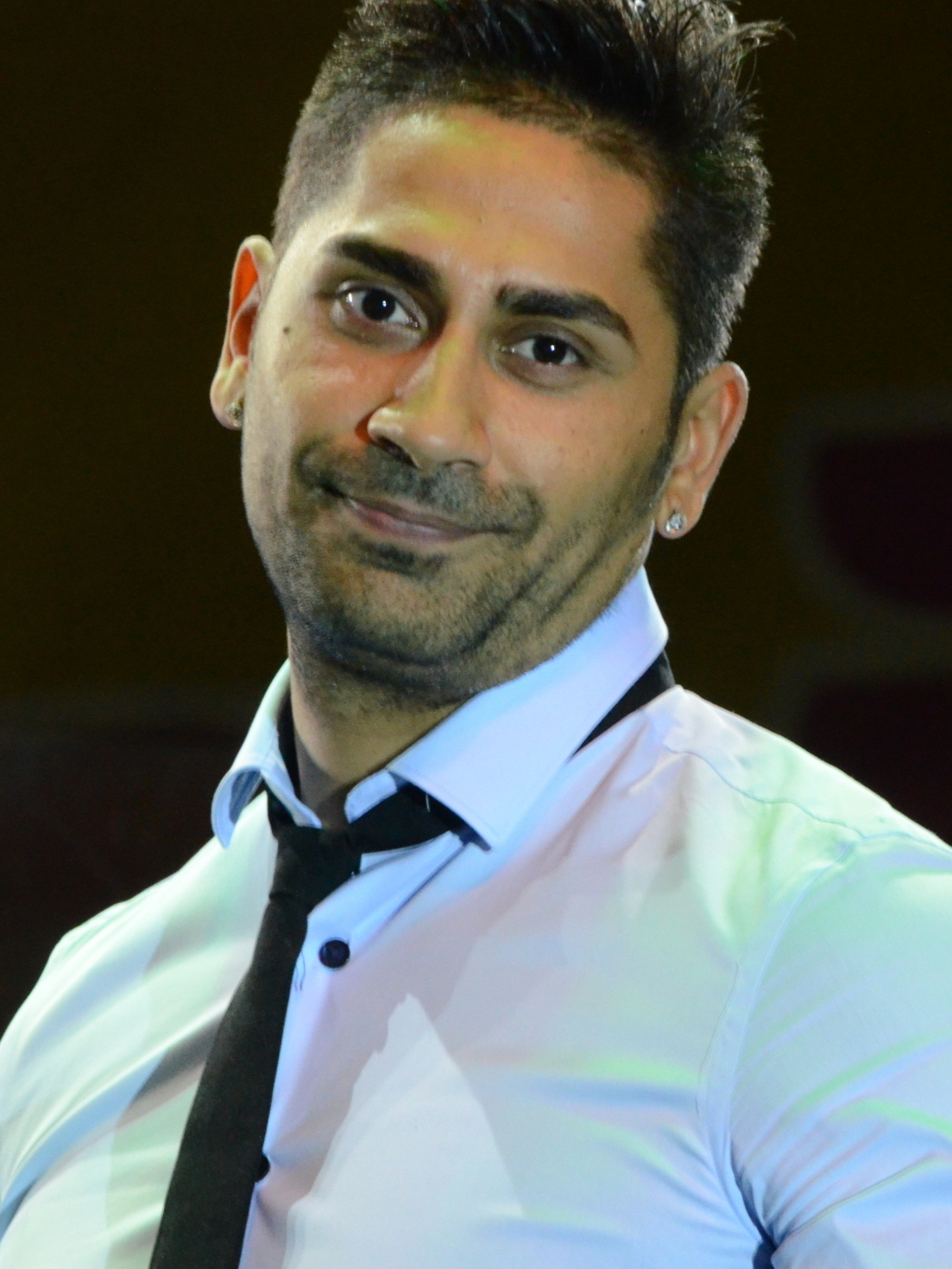
Connect-R, cântăreț și actor român

- 1 ianuarie: Hugo Moutinho (Hugo Filipe dos Reis Moutinho), fotbalist portughez
- 1 ianuarie: David Nalbandian, jucător argentinian de tenis
- 3 ianuarie: Nicolae Ștefănuță, diplomat român
- 5 ianuarie: Andi Cristea, politician român
- 5 ianuarie: Adrian Ioan Drida, fotbalist român
- 5 ianuarie: Anastasiia Pidpalova, handbalistă ucraineană
- 5 ianuarie: Jaroslav Plašil, fotbalist ceh (atacant)
- 7 ianuarie: Jade North, fotbalist australian
- 8 ianuarie: Mircea Oltean (Mircea Teodor Oltean), fotbalist român (portar)
- 8 ianuarie: Cláudio Pitbull (n. Cláudio Mejolaro), fotbalist brazilian (atacant)
- 9 ianuarie: Catherine, ducesă de Cambridge (n. Catherine Elizabeth Middleton), soția Ducelui William
- 9 ianuarie: Isaac Delahaye, chitarist belgian (God Dethroned)
- 9 ianuarie: Henriette Richter-Röhl, actriță germană
- 10 ianuarie: Ana Layevska, actriță mexicană
- 11 ianuarie: Emel Mathlouthi, cântăreață tunisiană
- 11 ianuarie: Ji-hyun Seon, actriță sud-coreeană
- 12 ianuarie: Nemanja Supić, fotbalist bosniac (portar)
- 13 ianuarie: Guillermo Coria (Guillermo Sebastián Coria), jucător argentinian de tenis
- 13 ianuarie: Erwann Le Péchoux, scrimer francez
- 14 ianuarie: Víctor Valdés (Víctor Valdés i Arribas), fotbalist spaniol (portar)
- 15 ianuarie: Predrag Lazić, fotbalist sârb
- 16 ianuarie: Tuncay Șanli (Tuncay Volkan Șanlı), fotbalist turc (atacant)
- 17 ianuarie: Mel Lisboa Alves, actriță braziliană
- 17 ianuarie: Leonardo Miggiorin, actor brazilian
- 17 ianuarie: Dwyane Wade (Dwyane Tyrone Wade, Jr.), baschetbalist american
- 20 ianuarie: Serghei Sergiu Covalciuc, fotbalist din R. Moldova de etnie ucraineană
- 20 ianuarie: Cătălin Lichioiu, fotbalist român (atacant)
- 20 ianuarie: Alexandru Păcurar, fotbalist român
- 20 ianuarie: Pierre Webó (Pierre Achille Webó Kouamo), fotbalist camerunez
- 21 ianuarie: Simon Rolfes, fotbalist german
- 21 ianuarie: Nicolas Mahut, jucător francez de tenis
- 22 ianuarie: Fabricio Coloccini, fotbalist argentinian
- 22 ianuarie: Peter Jehle (Peter Karl Jehle), fotbalist liechtensteinian (portar)
- 23 ianuarie: Adrian Nicolae David, politician român, președinte al CJ Hunedoara (2015–2016)
- 23 ianuarie: Oceana Mahlmann, cântăreață germană
- 25 ianuarie: Noemi (Veronica Scopelliti), cântăreață italiană
- 28 ianuarie: Alessio De Filippis, actor italian
- 28 ianuarie: Gabriel Moraru, jucător român de tenis
- 30 ianuarie: Daiki Iwamasa, fotbalist japonez
- 30 ianuarie: Daniel da Silva Soares (Daniel Ricardo da Silva Soares), fotbalist portughez
- 30 ianuarie: Nádson Rodrigues de Souza, fotbalist brazilian (atacant)
- 30 ianuarie: Corneliu Ștefan, politician român
- 31 ianuarie: Andreas Görlitz, fotbalist german
- 31 ianuarie: Ștefan Grigorie (Ștefan Costel Grigorie), fotbalist român
- 31 ianuarie: Elena Paparizou, cântăreață greacă, câștigătoare la Eurovision 2005

### Februarie
- 2 februarie: Iulian Vladu, fotbalist român
- 3 februarie: Nadine Arents, actriță germană
- 3 februarie: Vera Brejneva, cântăreață ucraineană
- 3 februarie: Won Woo-young, scrimer sud-coreean
- 5 februarie: Rodrigo Palacio (Rodrigo Sebastián Palacio Alcalde), fotbalist argentinian (atacant)
- 6 februarie: Alice Eve (Alice Sophia Eve), actriță engleză
- 7 februarie: Delia Matache, cântăreață, dansatoare, vedetă de televiziune, compozitoare și jurată română
- 9 februarie: Ionuț Mazilu (Ionuț Costinel Mazilu), fotbalist român (atacant)
- 9 februarie: Julián Estiven Vélez, fotbalist columbian
- 10 februarie: Ha Seok-jin, actor sud-coreean
- 11 februarie: Natalie Dormer, actriță britanică
- 11 februarie: Florin Lovin, fotbalist român
- 11 februarie: Omu Negru (n. Laurențiu Ionescu), actor român
- 11 februarie: Neil Robertson, jucător de snooker, australian
- 13 februarie: Daniel Marius Potorac, fotbalist român
- 13 februarie: Gabriel Mureșan (Gabriel Stelian Mureșan), fotbalist român
- 14 februarie: Tati Westbrook, celebritate YouTube și artist make-up, americană
- 15 februarie: Ionuț Boșneag, fotbalist român (portar) și antrenor
- 16 februarie: Cosmin Goia, fotbalist român
- 16 februarie: Rickie Lambert (Rickie Lee Lambert), fotbalist englez (atacant)
- 17 februarie: Adriano Leite Ribeiro, fotbalist brazilian (atacant)
- 17 februarie: Ștefan Vasile, caiacist român
- 19 februarie: Yssouf Koné, fotbalist ivorian (atacant)
- 19 februarie: Camelia Potec, înotătoare română
- 22 februarie: Jenna Haze, actriță porno americană
- 24 februarie: Hugo Luz (Hugo Duarte Sousa Luz), fotbalist portughez
- 25 februarie: Flavia Pennetta, jucătoare italiană de tenis
- 25 februarie: Cristian Silvășan (Cristian Radu Silvășan), fotbalist român (atacant)
- 26 februarie: Li Na, jucătoare chineză de tenis
- 27 februarie: Bruno Soares, jucător brazilian de tenis
- 28 februarie: Guðný Jenny Ásmundsdóttir, handbalistă islandeză

### Martie
- 2 martie: Kevin Kurányi (Kevin Dennis Kurányi), fotbalist german (atacant)
- 3 martie: Jessica Biel (Jessica Claire Biel), actriță americană
- 4 martie: Landon Donovan (Landon Timothy Donovan), fotbalist american (atacant)
- 5 martie: Ha Seok-jin, actor sud-coreean
- 8 martie: Benjamin Steffen, scrimer elvețian
- 9 martie: Tobias Hysén (Glenn Tobias Hysén), fotbalist suedez
- 10 martie: Shin Koyamada, actor american
- 10 martie: Raisa Enachi, politiciană română
- 11 martie: Thora Birch, actriță americană
- 12 martie: Hisato Sato, fotbalist japonez (atacant)
- 12 martie: Yuto Sato, fotbalist japonez
- 12 martie: Tobias Schweinsteiger, fotbalist german (atacant)
- 15 martie: Emilio Guerra (José Emilio Guerra Rodríguez), fotbalist spaniol (atacant)
- 16 martie: Mirela Vaida, cântăreață română
- 17 martie: Steven Pienaar (Steven Jerome Pienaar), fotbalist sud-african
- 18 martie: Steluța Duță, pugilistă română
- 18 martie: Timo Glock, pilot german de Formula 1
- 18 martie: Rei Yoshii, actriță japoneză
- 19 martie: Alexandra Marinescu, sportivă română (gimnastică artistică)
- 20 martie: Tomasz Kuszczak, fotbalist polonez (portar)
- 20 martie: George-Cătălin Stângă, politician român
- 21 martie: Emilia (Emilia Bashur), cântăreață bulgară
- 22 martie: Alina Iordache, handbalistă română
- 22 martie: Ovidiu Petre, fotbalist român
- 23 martie: John Wayne Srhoj, fotbalist australian
- 24 martie: Jack Swagger (Donald Jacob Hager Jr.), wrestler american
- 25 martie: Yoshikazu Kotani, actor japonez
- 26 martie: Mikel Arteta (Mikel Arteta Amatriain), fotbalist spaniol
- 28 martie: Alexei Jdanov, fotbalist rus (atacant)
- 30 martie: Philippe Mexès, fotbalist francez
- 30 martie: Aleksandra Socha, scrimeră poloneză
- 30 martie: Eneda Tarifa, cântăreață albaneză
- 31 martie: Roman Borvanov, jucător de tenis din R. Moldova

### Aprilie
- 1 aprilie: Andrei Corneencov, fotbalist din R. Moldova
- 1 aprilie: Róbert Vittek, fotbalist slovac (atacant)
- 2 aprilie: Marco Amelia, fotbalist italian (portar)
- 2 aprilie: David Ferrer, jucător spaniol de tenis
- 5 aprilie: Thomas Hitzlsperger, fotbalist german
- 5 aprilie: Ramona Pop, atletă română
- 5 aprilie: Lacey Duvalle, actriță porno nord-americană
- 8 aprilie: Iulia Vasilica Curea (n. Iulia Vasilica Pușcașu), handbalistă română
- 8 aprilie: Gennady Golovkin, boxer kazah
- 10 aprilie: Alina Militaru, săritoare în lungime română
- 12 aprilie: Fuad Backović-Deen, cântăreț bosniac
- 12 aprilie: Ileana Lazariuc (n. Elena Crigănuță), actriță română, cântăreață și fotomodel născută în R. Moldova
- 12 aprilie: Anna Sivkova, scrimeră rusă
- 13 aprilie: Bruno Gagliasso (Bruno Gagliasso Marques), actor brazilian
- 14 aprilie: Annamária Bogdanović, handbalistă maghiară
- 15 aprilie: Albert Riera (Albert Riera Ortega), fotbalist spaniol
- 20 aprilie: Sayaka Kamiya, actriță japoneză
- 20 aprilie: Dario Knežević, fotbalist croat
- 21 aprilie: Piotr Fiodorov, actor rus
- 21 aprilie: Teo Milea (Teodor Milea), pianist român
- 21 aprilie: Misako Yasuda, actriță japoneză
- 22 aprilie: Kaká (Ricardo Izecson dos Santos Leite), fotbalist brazilian
- 23 aprilie: Kyle Beckerman (Kyle Robert Beckerman), fotbalist american
- 23 aprilie: Louise Bager Due, handbalistă daneză
- 24 aprilie: Kelly Clarkson (Kelly Brianne Clarkson), cântăreață americană
- 24 aprilie: Maria Kalesnikava, flautistă profesionistă și activistă politică belarusă
- 26 aprilie: Leandro Ângelo Martins (aka Leandro Tatu), fotbalist brazilian (atacant)
- 26 aprilie: Alex Goldiș, critic și istoric literar român
- 28 aprilie: Tereza Ludmila Pîslaru, handbalistă română
- 29 aprilie: Travis Smith, muzician american
- 30 aprilie: Kirsten Dunst (Kirsten Caroline Dunst), actriță americană

### Mai
- 1 mai: Tommy Robredo, jucător spaniol de tenis
- 1 mai: Darijo Srna, fotbalist croat
- 1 mai: Ciprian-Titi Stoica, politician român
- 1 mai: Beto (António Alberto Bastos Pimparel), fotbalist portughez
- 3 mai: Tibor Moldovan, fotbalist român
- 5 mai: Lidija Horvat, fotbalistă română
- 5 mai: Burak Yeter, muzician turc
- 6 mai: Sebastian Cernic, politician român
- 6 mai: Eric Murray, canotor neozeelandez
- 7 mai: Jay Bothroyd, fotbalist englez (atacant)
- 8 mai: Habib Bamogo, fotbalist francez
- 9 mai: Ramses Gado, fotbalist român
- 12 mai: Cosmin Vâtcă, fotbalist român (portar)
- 20 mai: Rita Chirian, scriitoare română
- 20 mai: Petr Čech, fotbalist ceh
- 20 mai: Marin Vătavu, fotbalist român
- 20 mai: Alexandru Muraru, politician român
- 20 mai: Andrei Muraru, istoric român
- 21 mai: Mike Temwanjera, fotbalist zimbabwian (atacant)
- 23 mai: Stevica Ristić, fotbalist macedonean
- 24 mai: DaMarcus Beasley, fotbalist american
- 25 mai: Victor Crivoi, jucător român de tenis
- 25 mai: Valeriu Gheorghiță, medic militar român
- 26 mai: Maia Petrova, handbalistă rusă
- 27 mai: Natalya Neidhart, wrestleră canadiană
- 27 mai: Francesca Boscarelli, scrimeră italiană
- 27 mai: Ciprian Dinu, fotbalist român
- 28 mai: Robert Neagoe, fotbalist român
- 29 mai: Natalia Dobrinska, atletă ucraineană

### Iunie
- 1 iunie: Justine Henin, jucătoare belgiană de tenis
- 4 iunie: Maria Olaru, sportivă română (gimnastică artistică)
- 5 iunie: Valentina Ardean Elisei (Valentina Neli Ardean-Elisei), fotbalistă română
- 5 iunie: Zvjezdan Misimović, fotbalist bosniac
- 6 iunie: Marian Oprea, atlet român
- 8 iunie: Karel Kratochvíl, fotbalist ceh
- 9 iunie: Yoshito Ōkubo, fotbalist japonez (atacant)
- 9 iunie: Connect-R (n. Ștefan Relu Mihalache), cântăreț de muzică hip-hop, dance, pop și actor român de etnie romă
- 9 iunie: Mamuka Bakhtadze, politician georgian
- 10 iunie: Prințesa Madeleine a Suediei
- 12 iunie: Phai Phongsathon, actor thailandez
- 13 iunie: Kenenisa Bekele, atlet etiopian
- 14 iunie: Lang Lang, pianist chinez
- 14 iunie: Mbemba Sylla, fotbalist guineean
- 14 iunie: Mihaela Tivadar, handbalistă română
- 17 iunie: Alex Rodrigo Dias da Costa, fotbalist brazilian
- 18 iunie: Marco Borriello, fotbalist italian (atacant)
- 20 iunie: Vasili Berezuțki, fotbalist rus
- 20 iunie: Valeria Bondarenko, jucătoare ucraineană de tenis
- 21 iunie: Alexandru Bălțoi, fotbalist român (atacant)
- 21 iunie: William, Duce de Cambridge (n. William Arthur Philip Louis)
- 22 iunie: Iulian Dumitraș, rugbist român
- 22 iunie: Jorge (George Papagheorghe), cântăreț român
- 22 iunie: Iman al-Obeidi, avocată libiană
- 22 iunie: Kristof Vliegen, jucător belgian de tenis
- 23 iunie: Martin Rolinski, cântăreț suedez
- 24 iunie: Dragoș Chircu, cântăreț român
- 24 iunie: Rafał Grzelak, fotbalist polonez
- 24 iunie: Florin Hidișan, fotbalist român (d. 2022)
- 24 iunie: Joanna Kulig, actriță poloneză
- 28 iunie: Irakli Garibașvili, politician georgian, prim-ministru al Georgiei (20 noiembrie 2013 - 30 decembrie 2015 și 22 februarie 2021 - 8 februarie 2024)
- 29 iunie: Lily Rabe, actriță americană
- 30 iunie: Lizzy Caplan (Elizabeth Anne Caplan), actriță americană

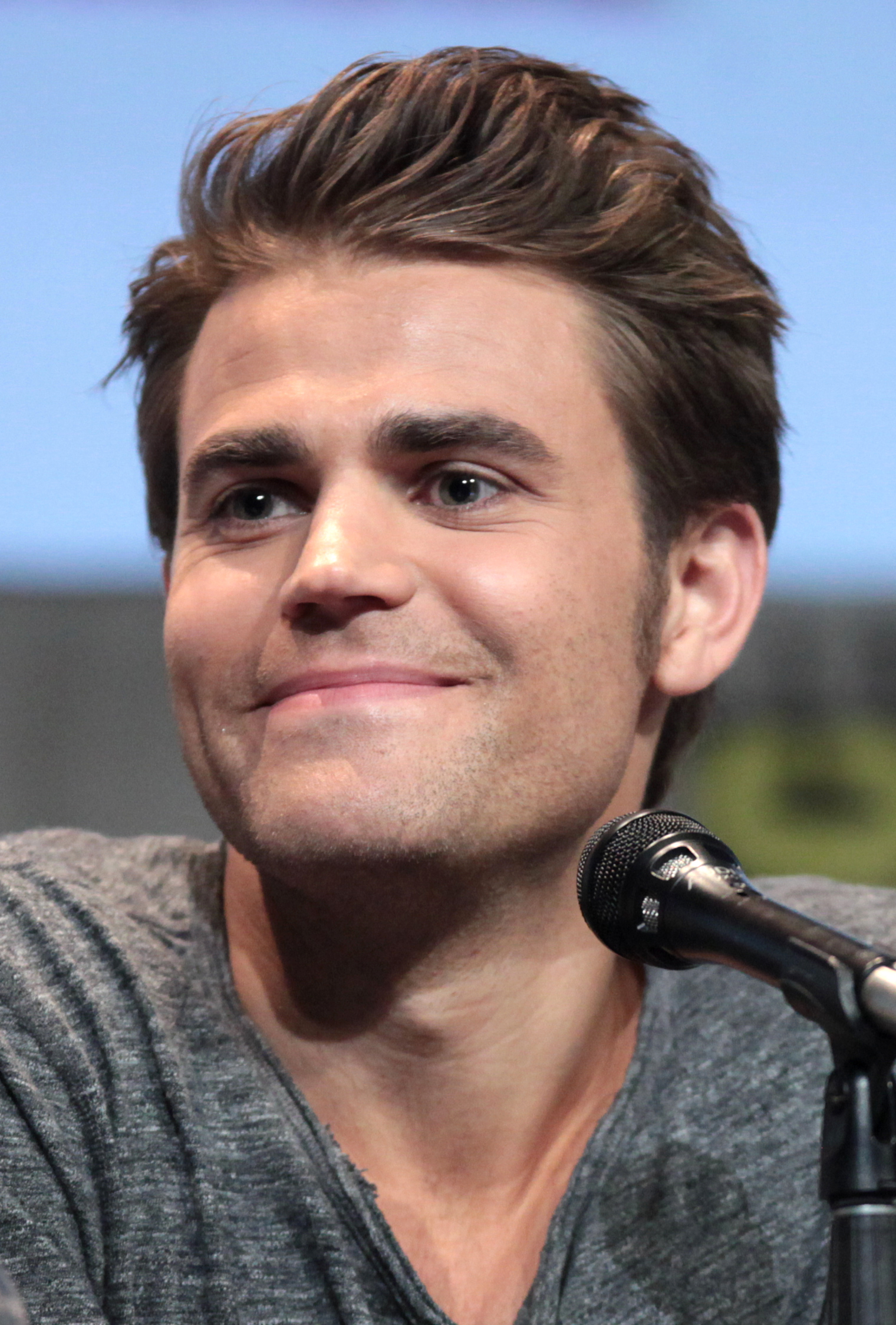
Paul Wesley, actor american
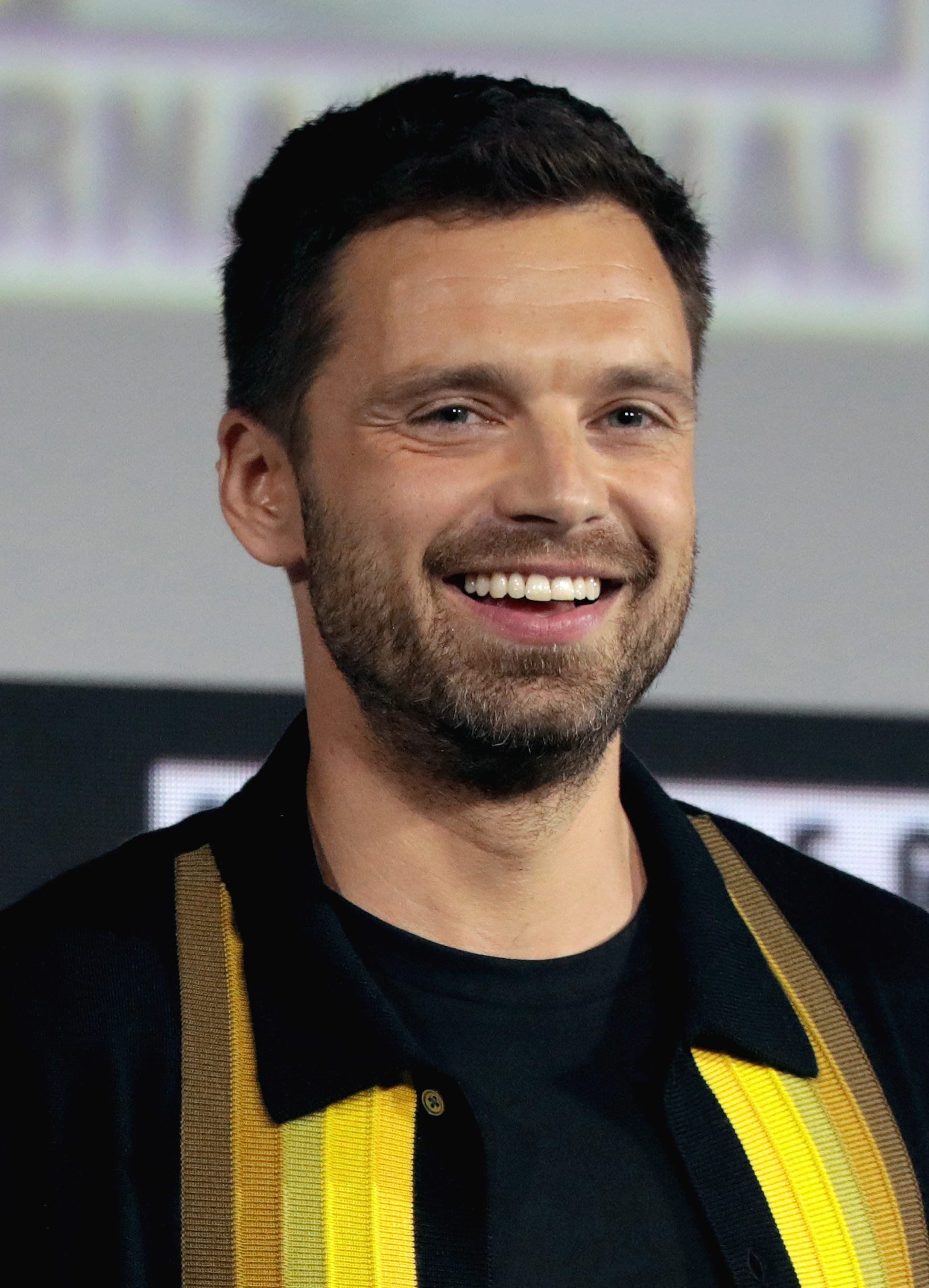
Sebastian Stan, actor american de origine română
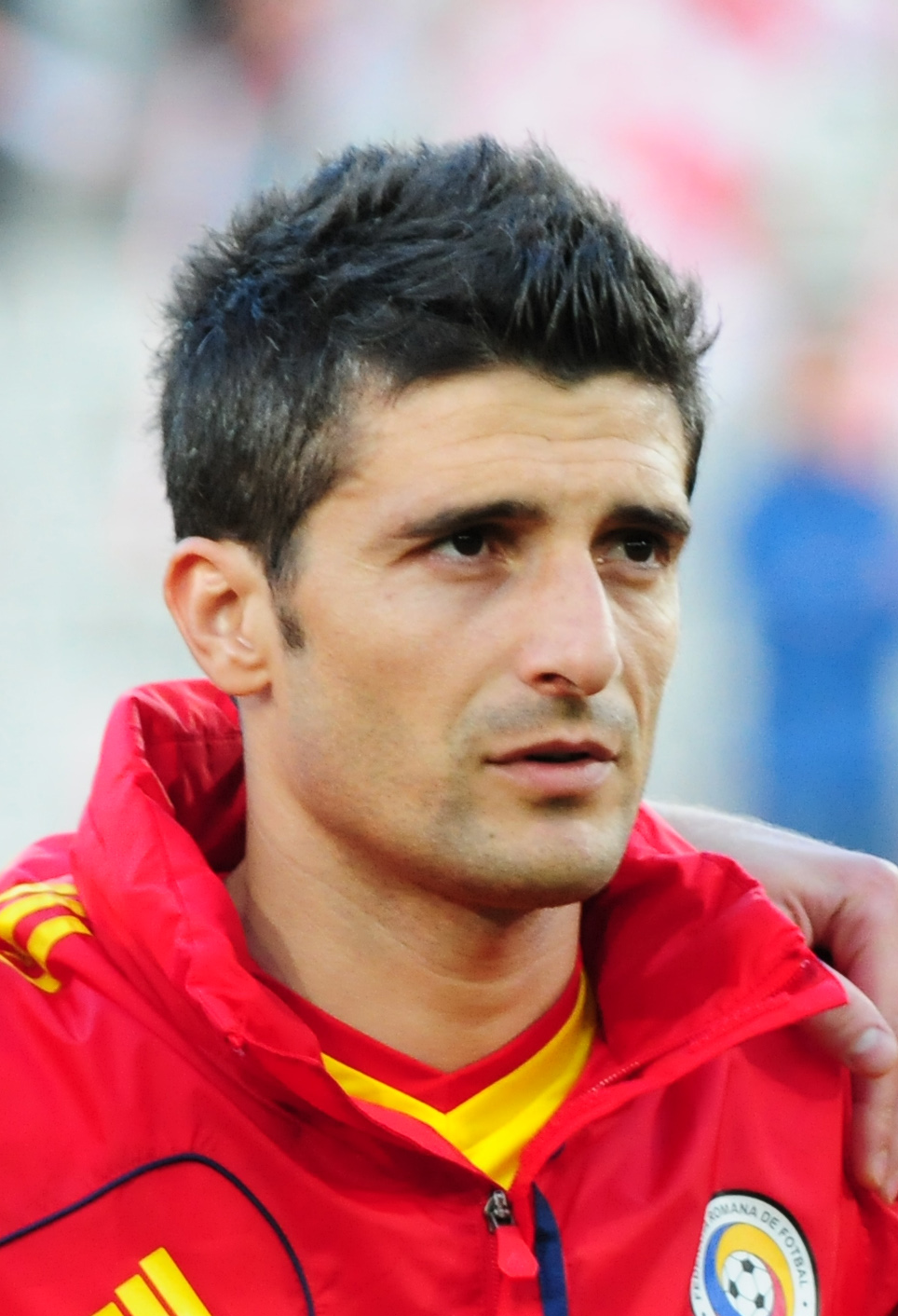
Daniel Niculae, fotbalist român
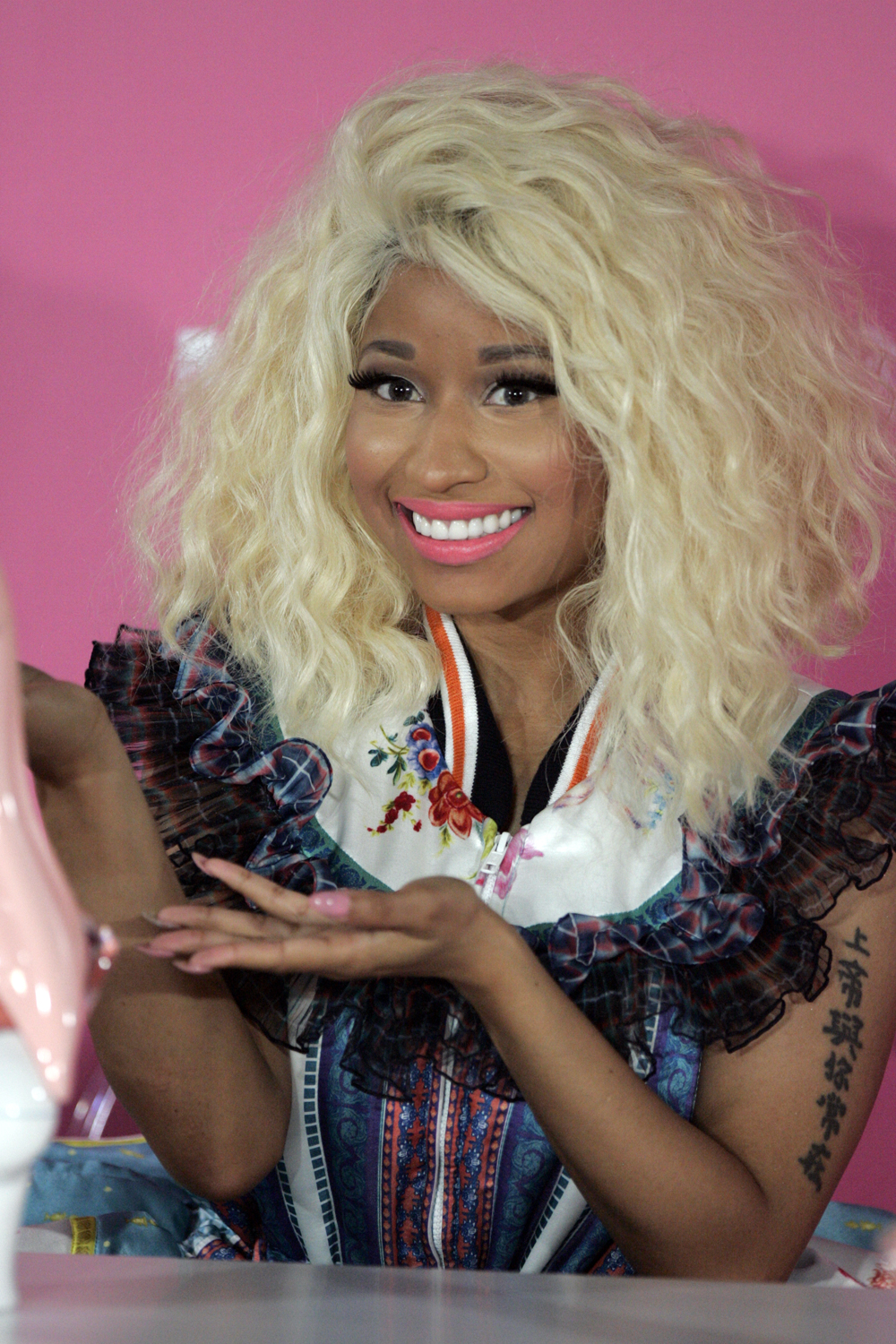
Nicki Minaj, rapperiță, cântăreață, compozitoare și actriță americană originară din Trinidad și Tobago

### Iulie
- 1 iulie: Anelia (Aneliya Georgieva Atanasova), cântăreață bulgară
- 2 iulie: Nicoleta Dincă, handbalistă română
- 4 iulie: Alina Pușcău, actriță română
- 5 iulie: Alberto Gilardino, fotbalist italian (atacant)
- 5 iulie: Philippe Gilbert, ciclist belgian
- 6 iulie: Ionuț Alin Rada, fotbalist român
- 6 iulie: Ionel-Dănuț Cristescu, politician român
- 7 iulie: Jan Laštůvka, fotbalist ceh (portar)
- 7 iulie: Leonel Olímpio, fotbalist brazilian
- 8 iulie: Mouna Chebbah, handbalistă tunisiană
- 8 iulie: Alexandru Maximov, fotbalist din R. Moldova (atacant)
- 8 iulie: Ghenadie Orbu, fotbalist din R. Moldova (atacant)
- 9 iulie: Sakon Yamamoto, pilot japonez de Formula 1
- 9 iulie: Boštjan Cesar, fotbalist sloven
- 10 iulie: Sebastian Mila, fotbalist polonez
- 12 iulie: Antonio Cassano, fotbalist italian (atacant)
- 12 iulie: Petar Jovanović, fotbalist bosniac
- 12 iulie: Alexandru Kocsis-Cristea, politician român
- 14 iulie: Mbemba Sylla, fotbalist guineean
- 15 iulie: Cristian Dănălache, fotbalist român (atacant)
- 15 iulie: Maksîm Hvorost, scrimer ucrainean
- 15 iulie: Aída María Yéspica Jaime, fotomodel venezuelean
- 16 iulie: Filip-Lucian Iorga, istoric român
- 16 iulie: Carli Lloyd (Carli Anne Lloyd), fotbalistă americană
- 17 iulie: Emil Cosmin Dică, fotbalist român
- 17 iulie: Mihai Pătrașcu, informatician român
- 18 iulie: Carlo Costly (Carlo Yaír Costly Molina), fotbalist din Honduras (atacant)
- 19 iulie: David Lopes (David Júnior Lopes), fotbalist brazilian
- 19 iulie: Jared Padalecki (Jared Tristan Padalecki), actor american
- 22 iulie: Yuzo Tashiro, fotbalist japonez (atacant)
- 22 iulie: Arsenie Todiraș, muzician din R. Moldova
- 23 iulie: Lora (Laura Petrescu), cântăreață română
- 23 iulie: Paul Wesley (n. Paweł Tomasz Wasilewski), actor american de film
- 24 iulie: Anna Paquin, actriță neozeelandeză de etnie canadiană
- 24 iulie: Elisabeth Moss, actriță americană
- 25 iulie: Božidar Ćosić, fotbalist sârb
- 26 iulie: Vincent Anstett, scrimer francez
- 28 iulie: Florentina Grecu-Stanciu, handbalistă română
- 30 iulie: Antolín Alcaraz (Antolín Alcaraz Viveros), fotbalist paraguayan
- 30 iulie: Yvonne Strahovski, actriță australiană
- 31 iulie: Anabel Medina Garrigues, jucătoare spaniolă de tenis
- 31 iulie: Hayuma Tanaka, fotbalist japonez
- 31 iulie: Cristian Țurcanu, fotograf român
- 31 iulie: Victor Ilie, politician român

### August
- 2 august: Hélder Postiga (Hélder Manuel Marques Postig), fotbalist portughez (atacant)
- 2 august: Krum Bibișkov, fotbalist bulgar
- 3 august: Florin Matache, fotbalist român (portar)
- 4 august: Luca Antonini, fotbalist italian
- 5 august: Costinel Gugu (Costinel Ionuț Gugu), fotbalist român
- 6 august: Romola Garai (Romola Sadie Garai), actriță britanică
- 7 august: Abbie Cornish, actriță australiană
- 7 august: Stela Popa, jurnalistă din R. Moldova
- 9 august: Kate Siegel (n. Kate Gordon Siegelbaum), actriță americană
- 11 august: Magdalena Paraschiv, handbalistă română
- 12 august: Alberich Bormann, actor mexican
- 12 august: Antoaneta Sabău, filoloagă clasică
- 13 august: Sebastian Stan, actor american de etnie română
- 13 august: Peca Ștefan, dramaturg român
- 16 august: Cam Gigandet (Cam Joslin Gigandet), actor american
- 16 august: Joleon Lescott (Joleon Patrick Lescott), fotbalist englez
- 16 august: Stefan Maierhofer, fotbalist austriac (atacant)
- 16 august: Nino Pekarić, fotbalist sârb
- 17 august: Phil Jagielka (Philip Nikodem Jagielka), fotbalist englez
- 19 august: Melissa Fumero, actriță și regizoare americană
- 20 august: Joshua Blake Kennedy, fotbalist australian (atacant)
- 21 august: Radu-Iulian Molnar, politician român
- 23 august: Cristian Dorin Tudor, fotbalist român (atacant), (d. 2012)
- 24 august: José Bosingwa (José Bosingwa da Silva), fotbalist portughez
- 24 august: Kim Källström, fotbalist suedez
- 25 august: Darly Zoqbi de Paula, handbalistă spaniolă de etnie braziliană
- 25 august: Monica Stoian, atletă română
- 27 august: Arthuro Henrique Bernhardt, fotbalist brazilian (atacant)
- 27 august: Bergüzar Korel, actriță turcă
- 28 august: Thiago Motta, fotbalist și antrenor italian
- 28 august: LeAnn Rimes (Margaret LeAnn Rimes Cibrian), cântăreață și actriță americană
- 29 august: Dado Polumenta, cântăreț muntenegrean
- 30 august: Andy Roddick (Andrew Stephen Roddick), jucător american de tenis
- 31 august: José Manuel Reina (José Manuel Reina Páez), fotbalist spaniol (portar)

### Septembrie
- 2 septembrie: Krum Bibișkov, fotbalist bulgar (atacant)
- 2 septembrie: Bergüzar Korel, actriță turcă
- 3 septembrie: Gabriel Nicu Giurgiu, fotbalist român
- 4 septembrie: Valentin Negru, fotbalist român
- 7 septembrie: Andreea Antonescu (Andreea Georgiana Antonescu), cântăreață română
- 7 septembrie: Emese Szász, scrimeră maghiară
- 8 septembrie: Jennifer Bongardt, canoistă germană
- 8 septembrie: Marian Cozma, handbalist român (d. 2009)
- 10 septembrie: Bret Iwan, actor american
- 10 septembrie: Cleidimar Magalhães Silva, fotbalist brazilian (atacant)
- 11 septembrie: Svetlana Tihanovskaia, politiciană din Belarus
- 11 septembrie: Kaori Matsumoto, judocană japoneză
- 13 septembrie: Soraya Arnelas, cântăreață spaniolă
- 13 septembrie: Bogdan Curta, cântăreț român
- 14 septembrie: Sunrise Adams, actriță porno americană
- 14 septembrie: Alin Robert Rațiu, fotbalist român
- 14 septembrie: Adrian Alda, politician român
- 19 septembrie: Eduardo Carvalho (Eduardo dos Reis Carvalho), fotbalist portughez (portar)
- 19 septembrie: Alexandru Forminte, fotbalist român
- 21 septembrie: Jonathan McKain, fotbalist australian
- 22 septembrie: Daniel-Liviu Toda, politician român
- 22 septembrie: Maarten Stekelenburg, fotbalist din Țările de Jos
- 23 septembrie: Iana Ruzavina, scrimeră rusă
- 24 septembrie: Bruno Miguel (Bruno Miguel Moreira de Sousa), fotbalist portughez
- 26 septembrie: Ionuț Neagu, politician român
- 27 septembrie: Lil Wayne (Dwayne Michael Carter, Jr.), rapper american
- 28 septembrie: Takeshi Aoki, fotbalist japonez
- 28 septembrie: Matt Cohen, actor american
- 30 septembrie: Diana Dumitrescu, actriță română

### Octombrie
- 1 octombrie: Sandra Oxenryd, cântăreață suedeză
- 3 octombrie: Server Reșatovici Djeparov, fotbalist uzbec
- 4 octombrie: Omer Golan, fotbalist israelian (atacant)
- 4 octombrie: Anca Elena Petcu, cântăreață română
- 6 octombrie: Lewon Aronjan, șahist armean
- 6 octombrie: Daniel Niculae (Daniel George Niculae), fotbalist român (atacant)
- 6 octombrie: Yago Iglesias, antrenor de fotbal spaniol
- 7 octombrie: Jermain Defoe (Jermain Colin Defoe), fotbalist englez (atacant)
- 7 octombrie: Robby Ginepri (Robby Louis Ginepri), jucător american de tenis
- 11 octombrie: Ansi Agolli, fotbalist albanez
- 11 octombrie: Mauricio Victorino (Mauricio Bernardo Victorino Dansilio), fotbalist uruguayan
- 12 octombrie: Paweł Golański, fotbalist polonez
- 13 octombrie: Ian Thorpe, înotător australian
- 15 octombrie: Tamás Decsi, scrimer maghiar
- 16 octombrie: Tyla Wynn, actriță porno americană
- 16 octombrie: Cristian Riveros (Cristian Miguel Riveros Núñez), fotbalist paraguayan
- 18 octombrie: Thierry Amiel, cântăreț francez
- 20 octombrie: Wojciech Łobodziński, fotbalist polonez
- 20 octombrie: Bertrand Ngapounou, fotbalist camerunez
- 20 octombrie: Laurențiu-Nicolae Cazan, politician român
- 21 octombrie: Matt Dallas (Matthew Joseph Dallas), actor american
- 23 octombrie: Valentin Badea (Valentin Vasile Badea), fotbalist român (atacant)
- 26 octombrie: Ulrich Robeiri, scrimer francez
- 27 octombrie: Jessy Matador, cântăreț francez
- 27 octombrie: Vasile Bolea, politician din R. Moldova
- 29 octombrie: Radomir Đalović, fotbalist muntenegrean (atacant)
- 29 octombrie: Julia Vang, actriță letonă
- 30 octombrie: Alin Coțan, fotbalist român (atacant)

### Noiembrie
- 2 noiembrie: Charles-Hubert Itandje, fotbalist camerunez (portar)
- 4 noiembrie: Mădălin Marius Ciucă, fotbalist român
- 5 noiembrie: Chris Garneau (Christopher Michael Garneau), muzician american
- 5 noiembrie: Han Ji-min, actriță sud-coreeană
- 9 noiembrie: Houssine Kharja, fotbalist francez
- 11 noiembrie: Adrian-Claudiu Prisnel, politician român
- 12 noiembrie: Anne Hathaway (Anne Jacqueline Hathaway), actriță americană
- 13 noiembrie: Hamdan bin Mohammed Al Maktoum, prinț moștenitor al Dubai (UAE)
- 15 noiembrie: Cristina Moșin, jucătoare de șah din Republica Moldova
- 15 noiembrie: Kalu Uche, fotbalist nigerian (atacant)
- 21 noiembrie: Ioana Ciolacu, creatoare de modă, română
- 22 noiembrie: Yakubu Aiyegbeni, fotbalist nigerian (atacant)
- 22 noiembrie: Nando Schweitzer (Antonio Fernando Mello de Oliveira Schweitzer), actor brazilian
- 25 noiembrie: Maximilian Nicu (Maximilian Johannes Ștefan Nicu), fotbalist german
- 25 noiembrie: Răzvan Pleșca, fotbalist român (portar)
- 25 noiembrie: Valentin Porcișteanu, pilot de raliuri român
- 26 noiembrie: Said Daftari, fotbalist afgan
- 27 noiembrie: Aleksandr Kerjakov, fotbalist rus (atacant)
- 27 noiembrie: Tatsuya Tanaka, fotbalist japonez (atacant)
- 29 noiembrie: John Mensah, fotbalist ghanez
- 30 noiembrie: Medina (Andrea Fuentealba Valbak), muziciană daneză

### Decembrie
- 1 decembrie: Diego Cavalieri, fotbalist brazilian (portar)
- 1 decembrie: Ileana Cristina Dumitrache, politiciană română
- 2 decembrie: Horacio Pancheri, actor argentinian
- 3 decembrie: Michael Kojo Essien, fotbalist ghanez
- 3 decembrie: Silviu Izvoranu, fotbalist român
- 5 decembrie: Dejan Rusič, fotbalist sloven (atacant)
- 6 decembrie: Alberto Contador, ciclist spaniol
- 6 decembrie: Susie Wolff, femeie-pilot britanică de Formula 1
- 8 decembrie: Hamit Altıntop, fotbalist turc
- 8 decembrie: Nicki Minaj (n. Onika Tanya Maraj), rapperiță, cântăreață, compozitoare și actriță americană originară din Trinidad și Tobago
- 9 decembrie: Cornel Zainea, politician român
- 10 decembrie: Radu-Marin Moisin, politician român
- 12 decembrie: Heidi Løke, handbalistă norvegiană
- 12 decembrie: Ionuț Grama, actor român
- 13 decembrie: Elisa Di Francisca, scrimeră italiană
- 14 decembrie: DJ Assad (Adam Assad), DJ francez
- 15 decembrie: Miloš Mihajlov, fotbalist sârb
- 16 decembrie: Cristina Ghiță, scrimeră română
- 18 decembrie: Andreea Sava, jurnalistă română (d. 2025)
- 18 decembrie: Ionela-Cristina Breahnă-Pravăț, politiciană română
- 18 decembrie: Serghei Pașcenco, fotbalist din R. Moldova
- 19 decembrie: Paolo Giordano, scriitor italian
- 20 decembrie: Ioana Barbu, actriță română
- 21 decembrie: Valeriu Andronic, fotbalist din R. Moldova
- 21 decembrie: Peter Joppich, scrimer german
- 22 decembrie: Britta Heidemann, scrimeră germană
- 26 decembrie: Marius-Andrei Miftode, politician român
- 27 decembrie: Ovidiu Ștefan Hoban, fotbalist român
- 30 decembrie: Wíres José de Souza, fotbalist brazilian
- 30 decembrie: Fadei Nagacevschi, politician din R. Moldova
- 31 decembrie: Angélico Vieira (n. Sandro Milton Vieira Angélico), cântăreț și actor portughez de film și teatru (d. 2011)

## Decese
- 1 ianuarie: Michael Hilliard, 78 ani, politician irlandez (n. 1903)
- 9 ianuarie: Nurullah Cemal Berk, 75 ani, pictor turc (n. 1906)
- 10 ianuarie: Paul Lynde, 55 ani, actor american (n. 1926)
- 13 ianuarie: Marcel Camus, 69 ani, regizor de film, francez (n. 1912)
- 17 ianuarie: Varlam Șalamov, 74 ani, poet rus (n. 1907)
- 22 ianuarie: Erik Majtényi (n. Erik Mann), 59 ani, poet, prozator, ziarist și traducător român de etnie maghiară (n. 1922)
- 25 ianuarie: Elena Lascu (n. Elena Iordăchescu), 56 ani, politiciană română (n. 1925)
- 27 ianuarie: Alexander Abusch, 79 ani, scriitor și comunist german (n. 1902)
- 27 ianuarie: Zoltan Ivansuc, 43 ani, fotbalist român (atacant), (n. 1938)

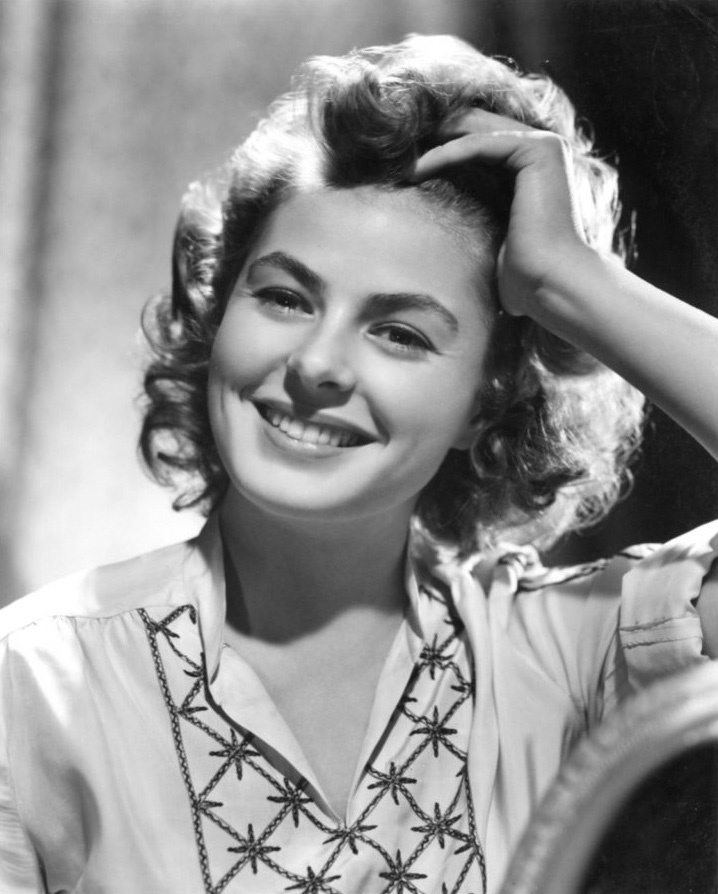
Ingrid Bergman, actriță suedeză
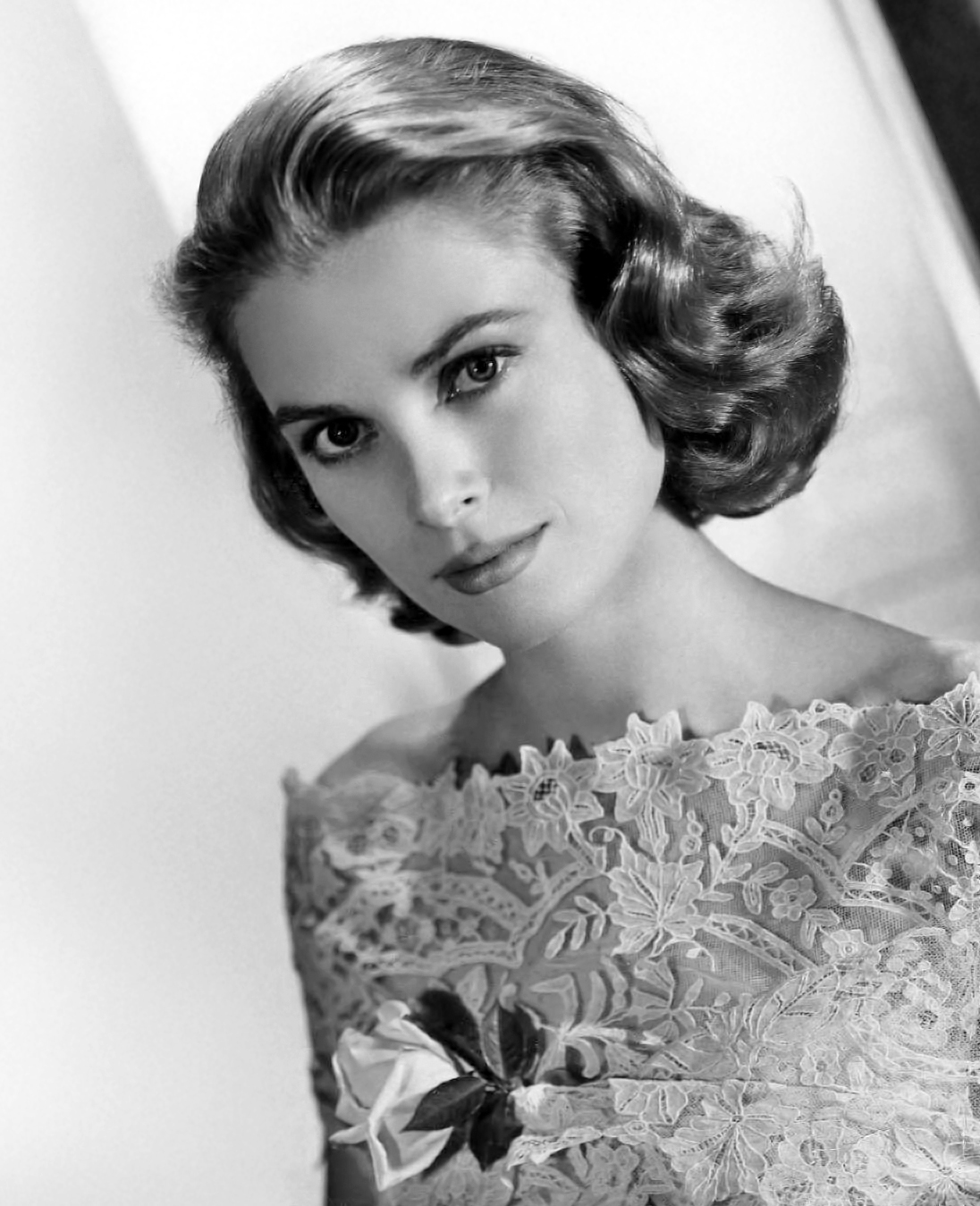
Grace Kelly, actriță americană, prințesă de Monaco
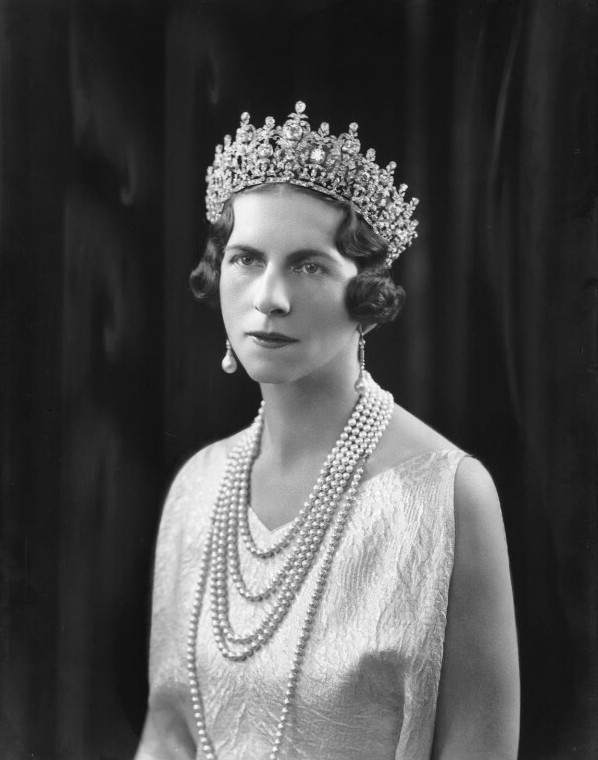
Regina mamă Elena
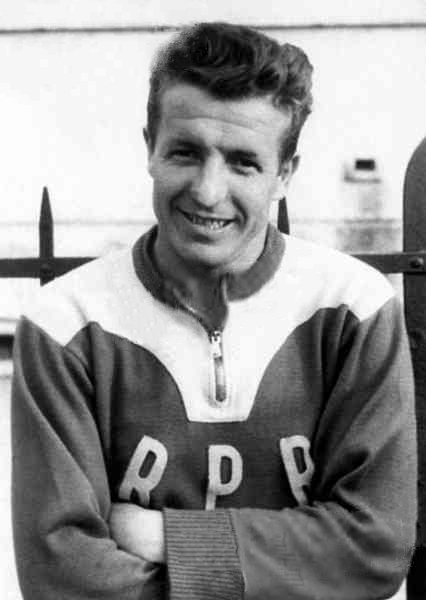
Alexandru Apolzan, fotbalist român

- 1 februarie: Radu Petrescu, 54 ani, scriitor, ziarist român (n. 1927)
- 7 februarie: Mihail Drumeș (n. Mihail V. Dumitrescu), 80 ani, scriitor român (n. 1901)
- 11 februarie: Takashi Shimura, 76 ani, actor japonez de film (n. 1905)
- 14 februarie: William Lee Wilder, 77 ani, regizor american de film (n. 1904)
- 18 februarie: Edith Ngaio Marsh, 86 ani, scriitoare neozeelandeză (n. 1895)
- 26 februarie: Atanasie Popa, 85 ani, istoric român (n. 1896)
- 2 martie: Philip Kindred Dick, 53 ani, scriitor și eseist american (n. 1928)
- 6 martie: Ayn Rand (n. Alisa Zinovievna Rosenbaum), 77 ani, romancieră de origine rusă (n. 1905)
- 11 martie: Edmund Cooper, 55 ani, scriitor britanic (n. 1926)
- 17 martie: Aristide Dovatur, 84 ani, filolog și istoric sovietic (n. 1897)
- 19 martie: Rhandy Rhoads, 35 ani, artist american, chitaristul lui Ozzy Osbourne și al trupei Quit Riot (n. 1956)
- 21 martie: Ion Hudiță, 85 ani, istoric român (n. 1896)
- 22 martie: Nicolas Farkas (n. Miklós Farkas), 91 ani, regizor maghiar de film (n. 1890)
- 28 martie: William Giauque, 86 ani, chimist american laureat al Premiului Nobel (1949), (n. 1895)
- 29 martie: Walter Hallstein, 80 ani, politician german (n. 1901)
- 29 martie: Carl Orff, 86 ani, compozitor german (n. 1895)
- 1 aprilie: Constantin Marinescu, 90 ani, istoric român (n. 1891)
- 1 aprilie: Constantin Marinescu, istoric român (n. 1891)
- 6 aprilie: Journal Kyaw Ma Ma Lay, 64 ani, scriitoare birmană (n. 1917)
- 13 aprilie: Charles Aberg (Charles Preston Aberg III), 36 ani, artist american (n. 1945)
- 14 aprilie: Richard Bordenache, 76 ani, arhitect român (n. 1905)
- 14 aprilie: Gianni Rodari, 59 ani, scriitor de literatură pentru copii italian (n. 1920)
- 23 aprilie: Hans Wühr, 91 ani, istoric al artei român de etnie germană (n. 1891)
- 24 aprilie: Ville Ritola (Vilho Eino Ritola), 86 ani, atlet finlandez (n. 1896)
- 30 aprilie: László Dombrovszky, 87 ani, pictor maghiar (n. 1894)
- 2 mai: Hugh Marlowe (n. Hugh Herbert Hipple), 71 ani, actor american (n. 1911)
- 2 mai: Salomon Bochner, 82 ani, matematician austriac (n. 1899)
- 8 mai: Maria Pietraru, 40 ani, interpretă de muzică populară din zona Moldovei (n. 1942)
- 14 mai: Hugh Beaumont (Eugene Hugh Beaumont), 73 ani, actor american (n. 1909)
- 29 mai: Romy Schneider (n. Rosemarie Magdalena Albach), 43 ani, actriță austriacă (n. 1938)
- 31 mai: Carlo Mauri, 52 ani, explorator italian (n. 1930)
- 6 iunie: Franz Storch, 54 ani, scriitor român de etnie germană (n. 1927)
- 7 iunie: Carlos Vidal Lepe, 80 ani, fotbalist chilian (n. 1902)
- 10 iunie: Geo Barton, 70 ani, actor român (n. 1912)
- 11 iunie: Anatoli Solonițîn (n. Otto Alekseevici Solonițîn), 47 ani, actor rus (n. 1934)
- 13 iunie: John Alfred Alexander Lee, 90 ani, politician neozeelandez (n. 1891)
- 18 iunie: Curd Jürgens (Curd Gustav Andreas Gottlieb Franz Jürgens), 66 ani, actor germano-austriac (n. 1915)
- 25 iunie: Nicolae Gărdescu, 78 ani, actor român (n. 1903)
- 26 iunie: Gheorghe Cartianu-Popescu, 74 ani, inginer român (n. 1907)
- 26 iunie: André Tchaikowsky, 46 ani, compozitor și pianist polonez (n. 1935)
- 29 iunie: Floria Capsali, 82 ani, balerină si coregrafă română (n. 1900)
- 29 iunie: Henry King, 96 ani, regizor de film, american (n. 1886)
- 5 iulie: Attilio Kossovel, 72 ani, fotbalist și antrenor italian (n. 1909)
- 13 iulie: Horia Agarici, 71 ani, aviator militar român (n. 1911)
- 16 iulie: Patrick Dewaere (Patrick Jean Marie Henri Bourdeaux), 35 ani, actor francez (n. 1947)
- 18 iulie: Roman Jakobson, 85 ani, lingvist american de etnie evreiască (n. 1896)
- 18 iulie: Simcha Blass, 84 ani, inginer hidrotehnic de etnie evreiască (n. 1897)
- 20 iulie: Okot p'Bitek, 51 ani, poet ugandez (n. 1931)
- 20 iulie: Ioan Zugrav, 88 ani, istoric român (n. 1893)
- 21 iulie: Bishweshwar Prasad Koirala, 67 ani, politician nepalez (n. 1914)
- 24 iulie: Jean Girault (Jean Jacques Antoine Girault), 58 ani, regizor de film, francez (n. 1924)
- 28 iulie: Vladimir Smirnov, 28 ani, scrimer sovietic (n. 1954)
- 28 iulie: Coert Laurens Steynberg, 77 ani, sculptor sud-african (n. 1905)
- 30 iulie: Jimmy Riddle Hoffa, 69 ani, sindicalist american. (n. 1913)
- 7 august: Ludu U Hla, 72 ani, scriitor birmanez (n. 1910)
- 8 august: Eric Brandon, 62 ani, pilot britanic de Formula 1 (n. 1920)
- 10 august: Geoffrey de Freitas, 69 ani, politician britanic (n. 1913)
- 12 august: Henry Fonda, 77 ani, actor american (n. 1905)
- 13 august: Adam Ważyk, 76 ani, poet polonez (n. 1905)
- 20 august: Ulla Jacobsson, 53 ani, actriță suedeză (n. 1929)
- 23 august: Alberto Cavalcanti (n. Alberto de Almeida Cavalcante), 85 ani, regizor de film, brazilian (n. 1897)
- 24 august: Iván Aba, 59 ani, scriitor și ziarist maghiar (n. 1923)
- 29 august: Ingrid Bergman, 67 ani, actriță suedeză de film (n. 1915)
- 29 august: R. G. Waldeck (Rosa Goldschmidt Waldeck), 84 ani, scriitoare americană (n. 1898)
- 1 septembrie: Clifford Michael Curzon, 75 ani, muzician britanic (n. 1907)
- 1 septembrie: Władysław Gomułka, 77 ani, politician și lider polonez (1944-1947 și 1956-1970), (n. 1905)
- 2 septembrie: Seraphim Rose (n. Eugene Dennis Rose), 48 ani, călugăr american (n. 1934)
- 7 septembrie: György Végh, 63 ani, poet maghiar (n. 1919)
- 11 septembrie: Mikel Conrad, 63 ani, actor și regizor american (n. 1919)
- 11 septembrie: Wifredo Lam (Wifredo Oscar de la Concepción Lam y Castilla), 79 ani, artist cubanez (n. 1902)
- 14 septembrie: Grace Kelly (n. Grace Patricia Grimaldi), 52 ani, actriță americană de film, prințesă de Monaco (n. 1929)
- 18 septembrie: Ion Milu, 74 ani, pilot român de aviație, as al Aviației Române din cel de-al Doilea Război Mondial (n. 1908)
- 4 octombrie: Glenn Gould (Glenn Herbert Gould), 50 ani, pianist canadian (n. 1932)
- 13 octombrie: Tudor Ciortea, 78 ani, compozitor român (n. 1903)
- 16 octombrie: Nikolai Efimov, 72 ani, matematician rus (n. 1910)
- 18 octombrie: Bess Truman (n. Elizabeth Virginia Wallace), 97 ani, politiciană americană (n. 1885)
- 21 octombrie: Radka Toneff (Ellen Radka Toneff), 30 ani, cântăreață norvegiană (n. 1952)
- 23 octombrie: Ilia Lifșiț, 65 ani, fizician rus (n. 1917)
- 23 octombrie: Mircea Ștefănescu, 84 ani, scriitor român (n. 1898)
- 23 octombrie: Mircea Ștefănescu, scriitor român (n. 1898)
- 1 noiembrie: Hans Drakenberg, 81 ani, scrimer suedez (n. 1901)
- 5 noiembrie: Yves Ciampi (Yves Jean Marie Ciampi), 61 ani, regizor, scenarist și producător francez (n. 1921)
- 6 noiembrie: Shiro Teshima, 75 ani, fotbalist japonez (atacant), (n. 1907)
- 10 noiembrie: Leonid Brejnev, 75 ani, conducător al Uniunii Sovietice (1964-1982), (n. 1906)
- 12 noiembrie: Eduardo Alberto Mallea, 79 ani, scriitor argentinian (n. 1903)
- 21 noiembrie: Lee Patrick, 80 ani, actriță americană de film (n. 1906)
- 24 noiembrie: Barack Obama (Barack Hussein Obama, Sr.), 46 ani, economist kenyan, tatăl președintelui SUA, Barack Hussein Obama al II-lea (n. 1936)
- 24 noiembrie: Barack Obama, economist kenyan (n. 1936)
- 26 noiembrie: Juhan Aavik, 98 ani, compozitor estonian (n. 1884)
- 26 noiembrie: Radu Vulpe, 82 ani, arheolog român (n. 1899)
- 28 noiembrie: Regina Mamă Elena a României, 86 ani, soția principelui moștenitor Carol al II-lea al României (viitorul rege Carol al II-lea) și mama Regelui Mihai I al României (n. 1896)
- 2 decembrie: Marty Feldman (n. Martin Alan Feldman), 48 ani, autor, actor, comedian și regizor britanico-american (n. 1934)
- 9 decembrie: Lucian Popescu, 70 ani, boxer român (n. 1912)
- 11 decembrie: Micaela Eleutheriade, 82 ani, pictoriță română (n. 1900)
- 18 decembrie: Lajos Takács, 74 ani, jurist și politician român (n. 1908)
- 20 decembrie: Arthur Rubinstein, 95 ani, pianist polonez de etnie evreiască (n. 1887)
- 21 decembrie: Charles Hapgood (Charles Hutchins Hapgood), 78 ani, istoric american (n. 1904)
- 23 decembrie: Alexandru Apolzan, 55 ani, fotbalist român (n. 1927)
- 29 decembrie: Grégoire Michonze (n. Grigore Michonze), 80 ani, pictor francez născut în Basarabia (n. 1902)

## Premii Nobel
- Fizică: Kenneth G. Wilson (SUA)
- Chimie: Aaron Klug (Regatul Unit)
- Medicină: Sune K. Bergström, Bengt I. Samuelsson (Suedia), John Robert Vane (Regatul Unit)
- Literatură: Gabriel García Márquez (Columbia)
- Pace: Alva Myrdal (Suedia), Alfonso García Robles (Mexic)

### Medalia Fields
- Alain Connes (Franța)
- William Thurston (SUA)
- Shing-Tung Yau (China)